# St. Sebastian (Rockenhausen)
Die katholische Pfarrkirche St. Sebastian in Rockenhausen wurde von Rudolf von Pérignon entworfen. Nach eigener Aussage wollte Pérignon ein zeitgemäßes Pendant zum Grabmal von Theoderich dem Großen in Ravenna schaffen.

## Geschichte
Nach dem Brand in der Nacht auf Fronleichnam im Jahre 1900, bei welchem die 1761 fertiggestellte St.-Theodor-Kirche in der ehemaligen Schlossgasse völlig zerstört worden war, erwarb die Kirchengemeinde das Grundstück, auf welchem man die heutige Kirche erbaute. Am 7. Juli 1915 legte Dekan Lang von Ebernburg den Grundstein für den Kirchenneubau. Am 3. Oktober 1917 wurde die Kirche von Bischof Ludwig Sebastian konsekriert.

## Architektur
Der mit bräunlichem Sandstein aus Otterberg errichtete Kirchenbau wird von dem wuchtigen Rundturm auf der Westseite beherrscht. Der Turm erhebt sich zwischen zwei Annexen, von welchen einer als Taufkapelle und der andere als Treppenhaus zur Empore genutzt wird. Unter dem flachen, abgewalmten Turmhelm befindet sich der Glockenstuhl, welcher an den acht rundbogigen Schallarkaden zu erkennen ist. Vor dem Turm befindet sich eine kleine, überdachte Eingangshalle, deren Dachgiebel auf jeder Seite von einem Säulenpaar getragen wird. Im Giebelfeld über der Archivolte des Eingangs befindet sich ein Steinrelief mit der Darstellung des Lammes Gottes. Im linken Annex befindet sich ein Seiteneingang, welcher ins Stiegenhaus zur Empore führt. Der Schriftzug auf dem Türsturz lautet „venite adoremus“, was zu deutsch „Kommt, lasst uns anbeten“ heißt. Vor dem rechten Annex (Taufkapelle) steht ein steinernes Kreuz. Das dreischiffige Langhaus hat einen basilikalen Aufbau. In den Seitenschiffen sind Rundbogenfenster, im Obergaden Rundfenster.

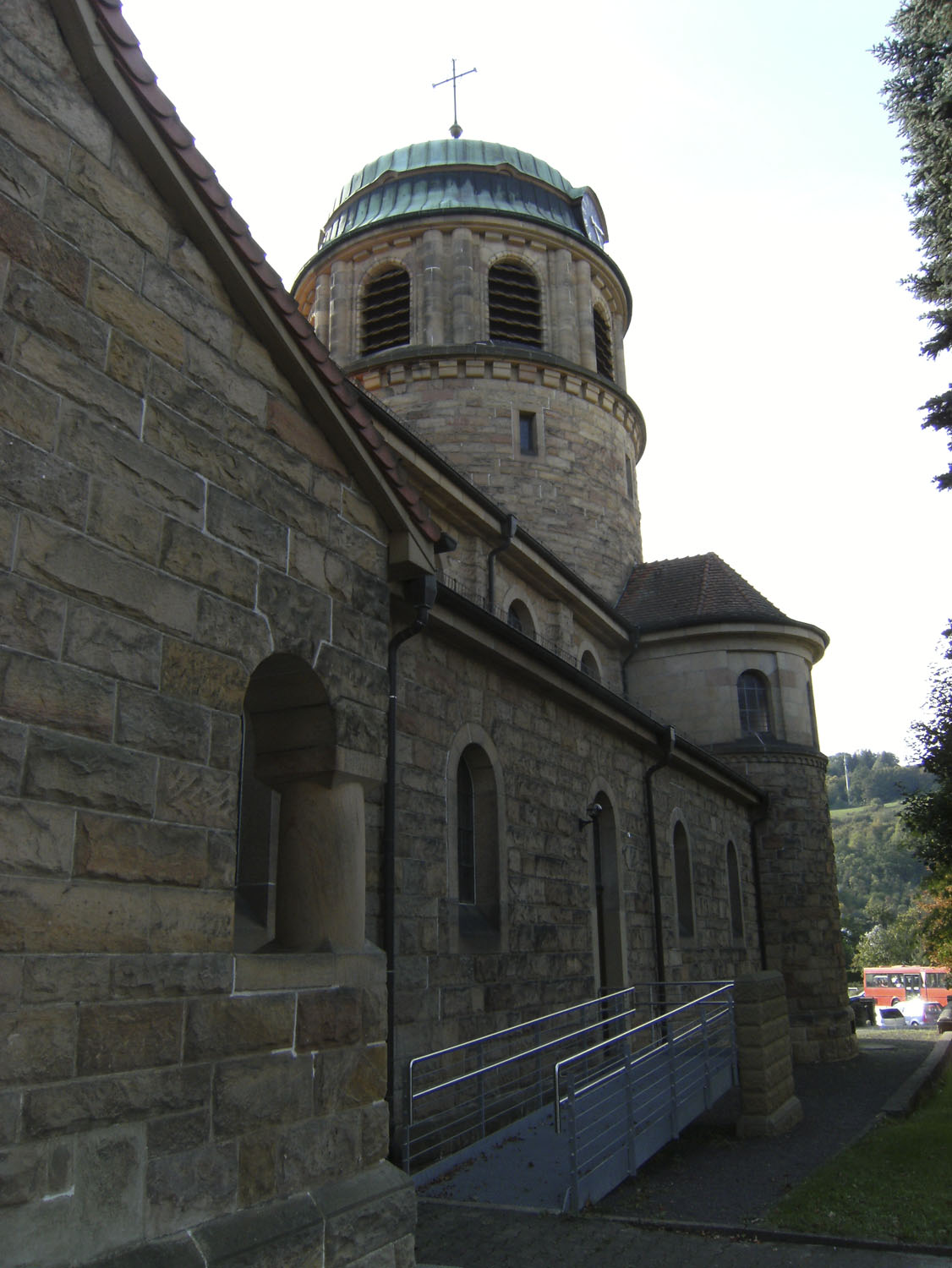
Langhaus mit Blickrichtung Westen
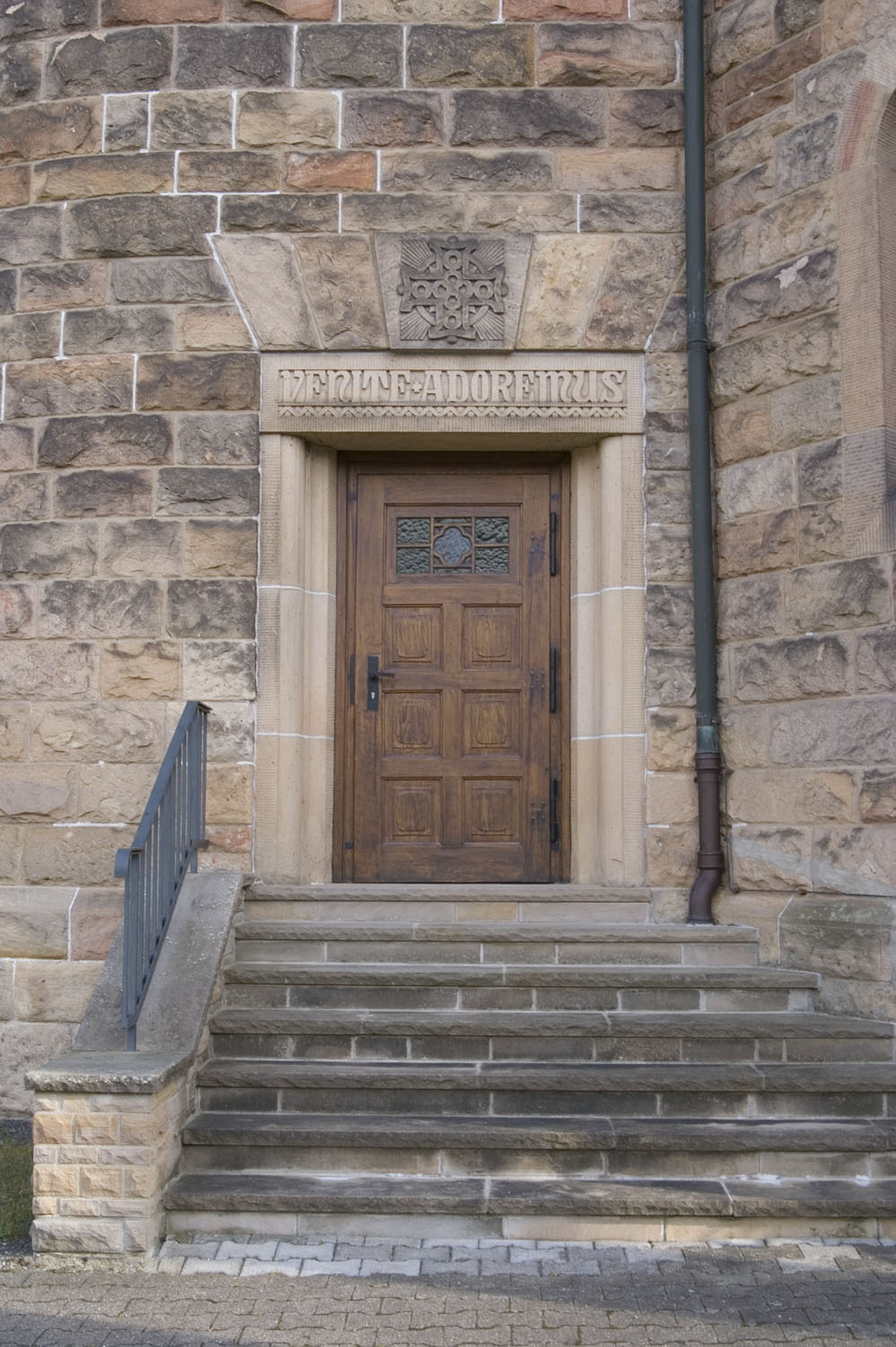
Eingang zum Stiegenhaus der Empore
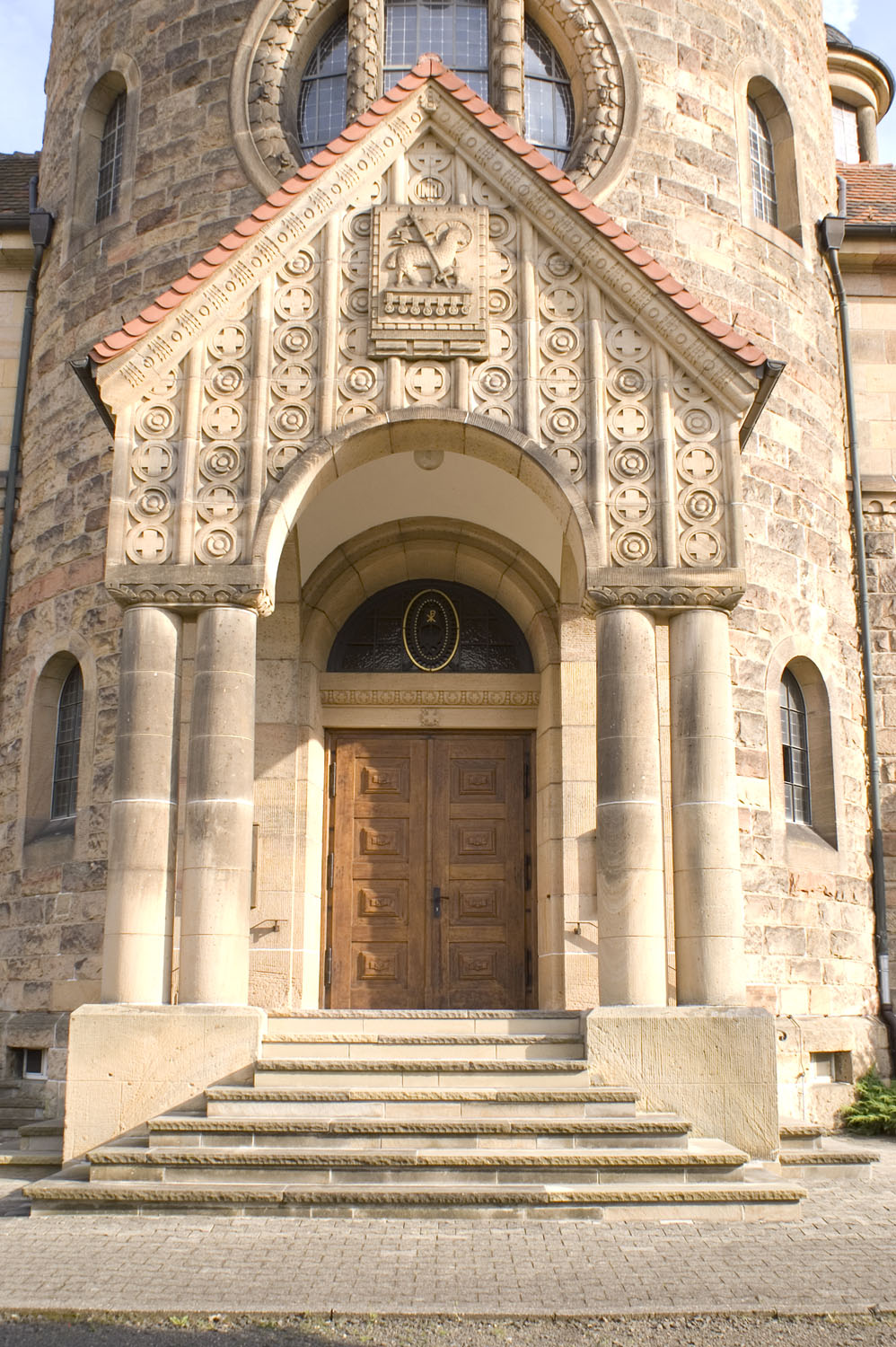
Eingangshalle und Hauptportal
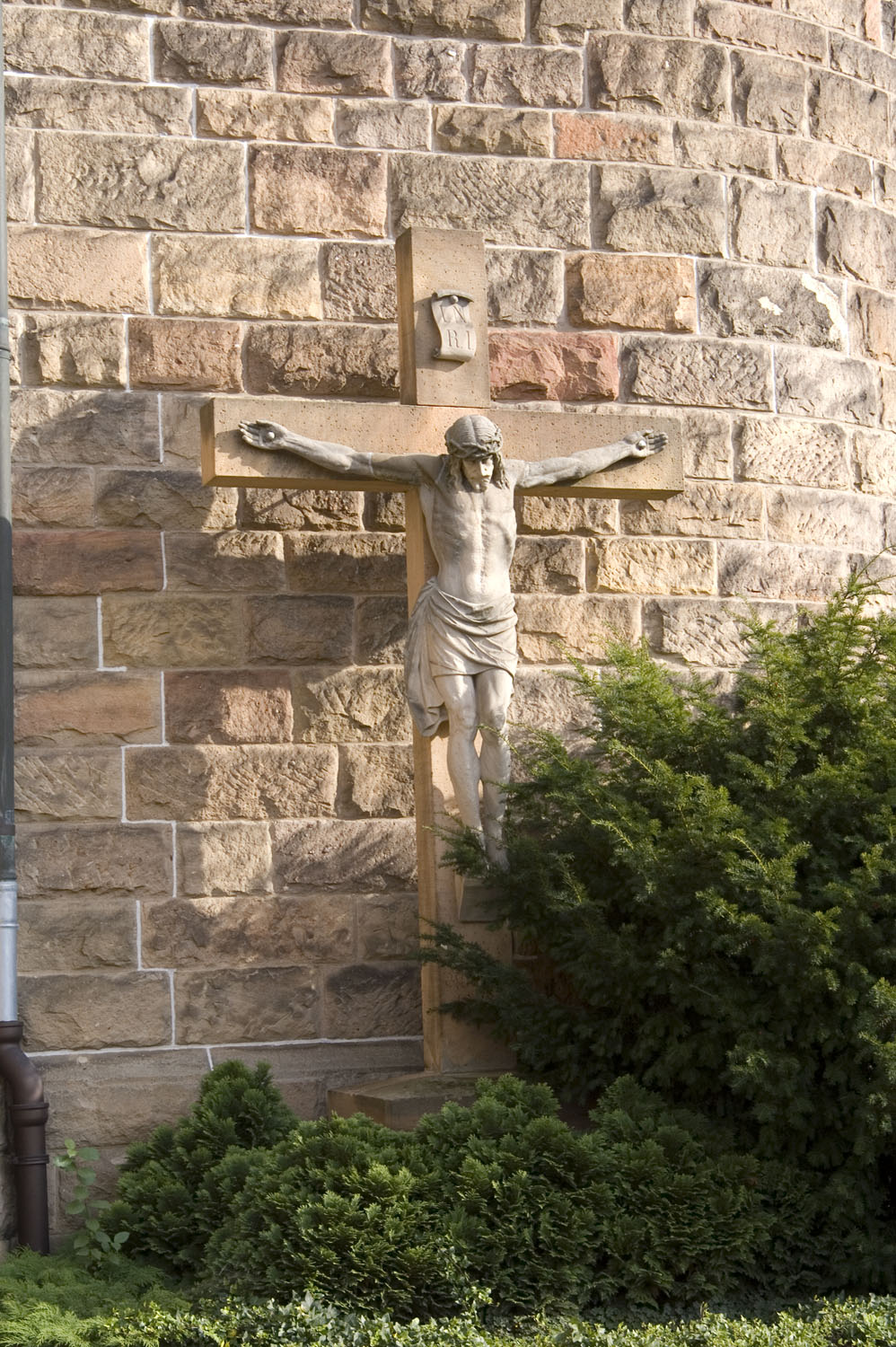
Steinernes Kreuz neben dem Haupteingang

Rudolf von Pérignon behält im Innern der Kirche traditionelle Elemente, wie die Langhausarkaden und Pfeilerstellungen bei, ziert diese aber mit eigenen Ornamenten. Die Holzdecke des Mittelschiffs ist dreiseitig gebrochen und besteht aus einer sichtbaren Binderkonstruktion. Zwischen den Bindern ist eine bemalte Kassettendecke angebracht.
Die Ausstattung inklusive Hochaltar und dessen Ziborium wurden aus graublauem Sandstein vom Donnersberg gefertigt. An den Außenwänden der beiden Seitenschiffe befinden sich 14 Kreuzwegstationen. Die von Simon Höpfel gefertigten Hochreliefs sind jeweils aus einem Stück gefertigt.

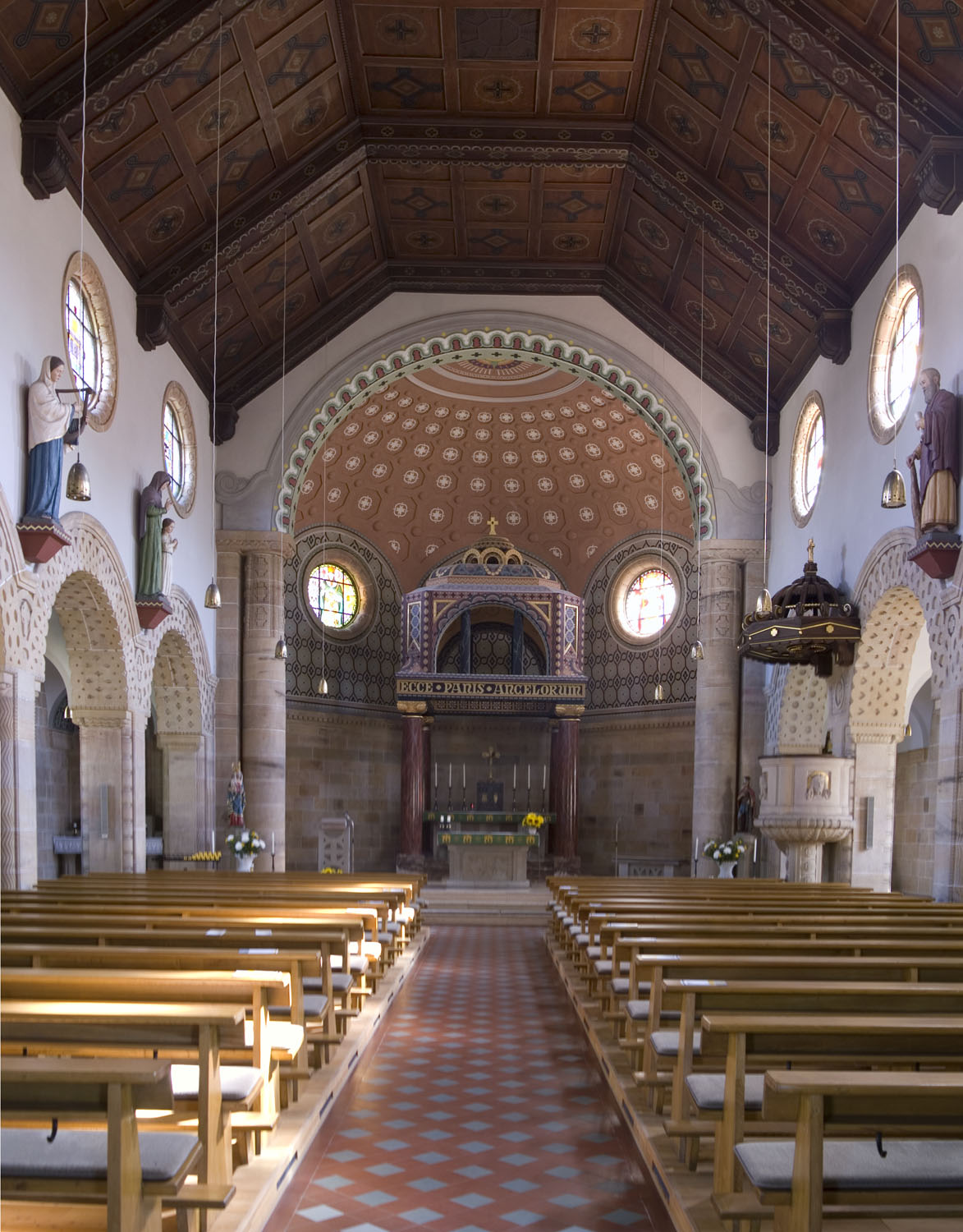
Blick vom Haupteingang zum Altar
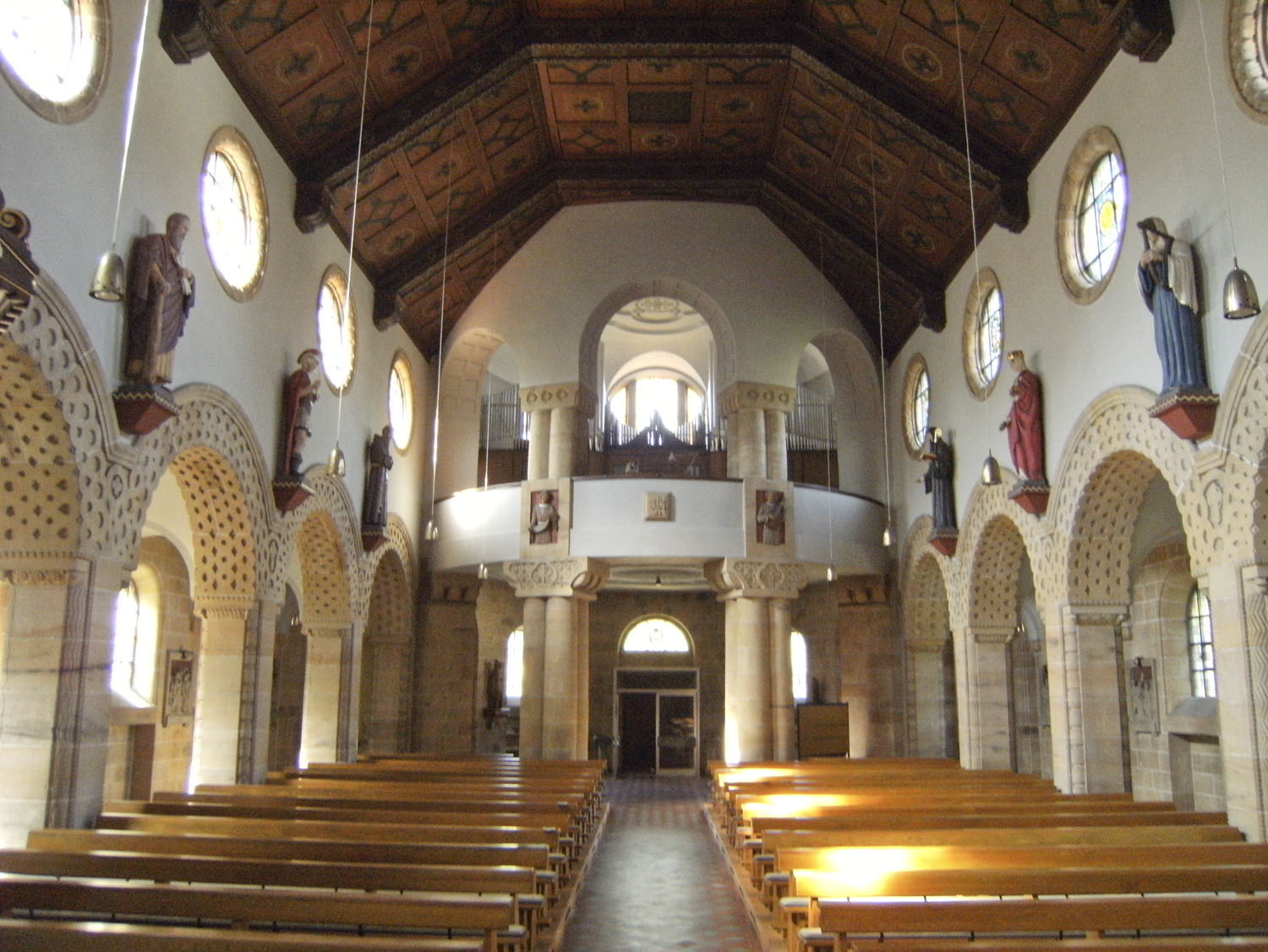
Blick zum Haupteingang mit Empore
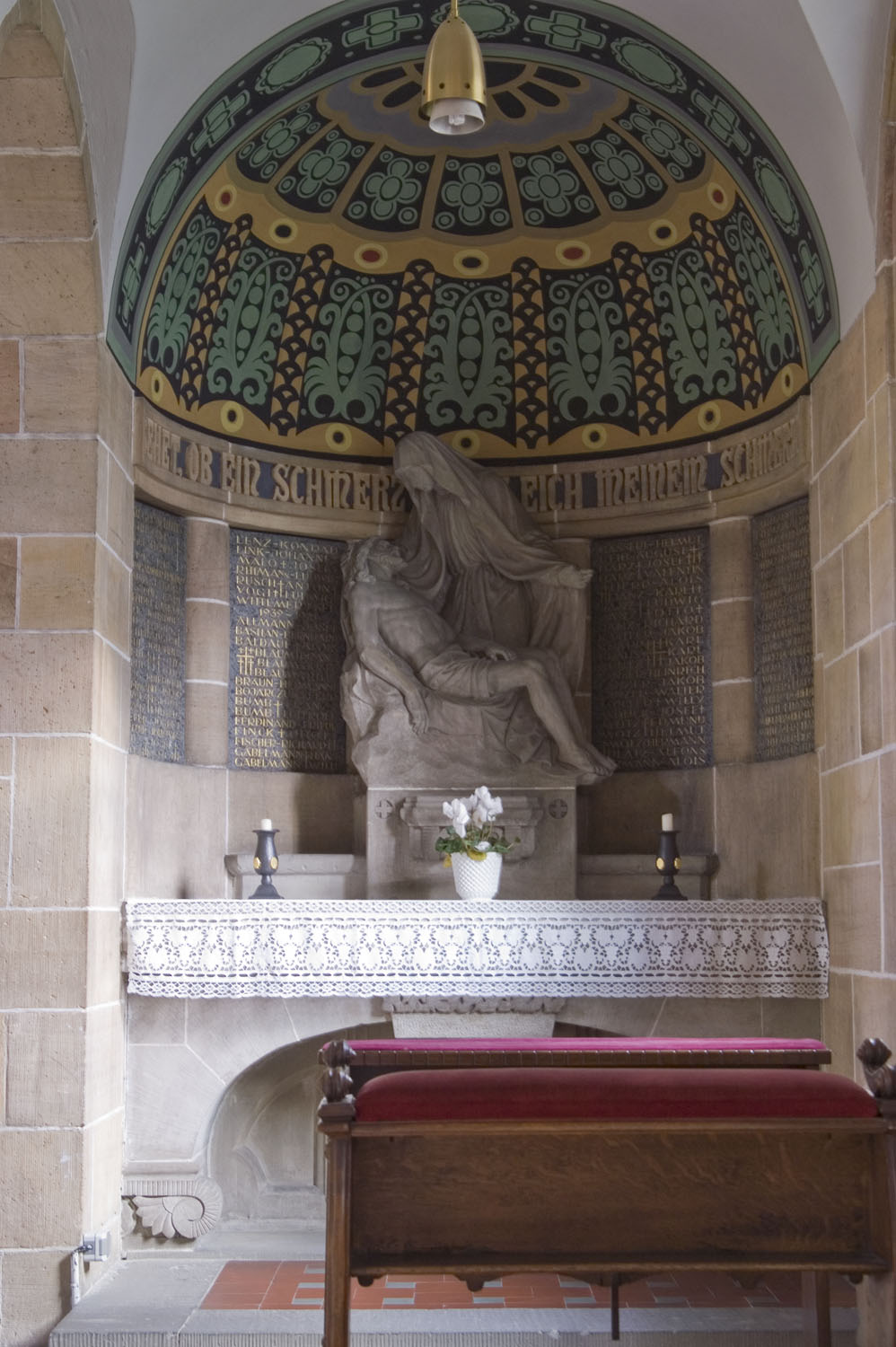
Seitenaltar Epistelseite (rechts) mit Kriegergedächtnisstätte
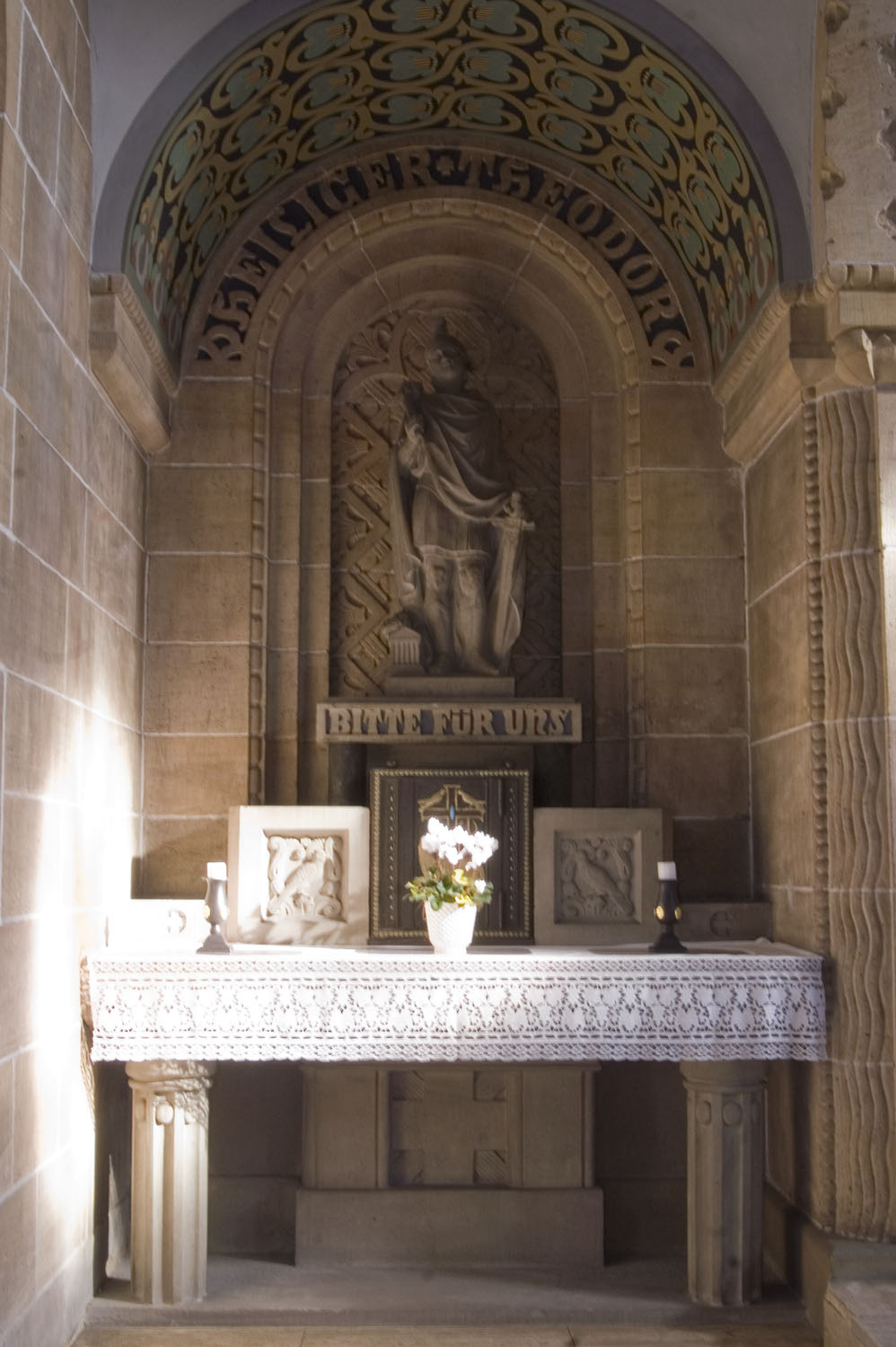
Seitenaltar Evangelienseite (links)